# Anglické účetnictví
Anglické účetnictví je jedním z pokusů o nahrazení podvojného účetnictví systémem dokonalejším. Vytvořil jej Edward Thomas Jones z Bristolu v roce 1795. Dal si jej patentovat a v roce 1796 jej popsal ve spisu Jones’ English System of Book-Keeping. 

## Popis účetních knih a zápisů
Jonesovo účetnictví obsahuje tři základní knihy: inventář, deník a hlavní knihu. Inventář byl totožný s inventářem podle italského účetnictví, sloužil tedy k soupisu jmění a dluhů. Do deníku se zapisovaly všechny obchodní případy, úvěrní i hotovostní. Rozlišovaly se pouze kredity a debety – debety se zapisovaly do levého krajního sloupce, kredity do pravého krajního sloupce. Sloupec debet a kredit sloužil k zápisu částky transakce. Jeho funkce byla kontrolní – součet tohoto sloupce se musel rovnat součtu obou krajních sloupců. Deník dále obsahoval odkaz na stránku a účet hlavní knihy.
Hlavní kniha byla souhrnem jednotlivých účtů. Tyto účty obsahovaly sloupce kreditů a debetů, které byly dále rozděleny na čtvrtletí. Do těchto sloupců se pro jednotlivé případy zapisovaly pouze jejich datum, částka a odkaz na stránku deníku, přičemž každý účetní případ se zaznamenal pouze na jeden účet. Popis transakcí se připojil pouze k měsíčnímu součtu jednotlivých položek ve sloupcích uprostřed. Součet jednotlivých sloupců hlavní knihy se musel rovnat součtům sloupců v deníku. Při uzávěrce knih bylo nutno zjistit konečnou hodnotu zboží a majetku, která se zapsala do deníku. Rozdíl mezi debetní a kreditní stranou deníku poté představuje zisk či ztrátu.

## Původní označení účtů
- Má dáti – Drs, Debtors,
- Dal – Crs, Creditors,
- Na vrub účtu – To,
- Ve prospěch účtu – By,
- Účet základní – Capital account,
- Účet rozvažný – Balance account,
- Účet ztráty a zisku – Profit & Loss Account,
- Účet věřitelů – Creditors,
- Účet dlužníků – Debtors,
- Účet zboží – Goods,
- Účet pokladní – Cash,
- Účet rimes – Bills receivable,
- Účet trat – Bills payable,
- Účet obchodních výloh – Expenses,
- Účet úroků a srážek – Discount & Interest,
- Účet zařízení – Furniture,
- Rozvaha – Balance Sheet,
- Hrubá rozvaha – Trial Balance,
- Kniha nákupní – Bought Book, Invoice-Goods, Purchase-Inwards Book,
- Kniha prodejní – Sold Book, Goods-Outwards Book,
- Kniha směnek – Receivable bills Book, Bill Book,
- Kniha směnek dlužných – Accepted bills Book,
- Kniha úvěrní – Account Book,
- Kniha různých zápisů – Day Book,
- Zásobník – Stock-book.[5]

## Význam anglického účetnictví
Jonesovo anglické účetnictví vzbudilo po svém zveřejnění velký ohlas. Poměrně jednoduché zjišťování zisku přispělo k jeho rozšíření nejen v Anglii, ale i v severním Německu i jižní Americe. V mnoha obchodních společnostech nahradilo italské účetnictví. Na čas jej zavedla i Bank of England.